# Senantes (Oise)
Senantes és un municipi francès, situat al departament de l'Oise i a la regió dels Alts de França. L'any 2007 tenia 665 habitants.

## Demografia

### Població
El 2007 la població de fet de Senantes era de 665 persones. Hi havia 242 famílies de les quals 45 eren unipersonals (29 homes vivint sols i 16 dones vivint soles), 74 parelles sense fills, 111 parelles amb fills i 12 famílies monoparentals amb fills.
La població ha evolucionat segons el següent gràfic:
Habitants censats

### Habitatges
El 2007 hi havia 278 habitatges, 243 eren l'habitatge principal de la família, 28 eren segones residències i 8 estaven desocupats. 270 eren cases i 1 era un apartament. Dels 243 habitatges principals, 211 estaven ocupats pels seus propietaris, 26 estaven llogats i ocupats pels llogaters i 6 estaven cedits a títol gratuït; 2 tenien una cambra, 4 en tenien dues, 40 en tenien tres, 70 en tenien quatre i 127 en tenien cinc o més. 208 habitatges disposaven pel capbaix d'una plaça de pàrquing. A 109 habitatges hi havia un automòbil i a 119 n'hi havia dos o més.

### Piràmide de població
La piràmide de població per edats i sexe el 2009 era:
| Homes | Edats   | Dones |
| ----- | ------- | ----- |
| 0     | 95 o +  | 0     |
| 0     | 90 a 94 | 0     |
| 8     | 85 a 89 | 0     |
| 8     | 80 a 84 | 8     |
| 4     | 75 a 79 | 12    |
| 28    | 70 a 74 | 8     |
| 12    | 65 a 69 | 0     |
| 8     | 60 a 64 | 24    |
| 12    | 55 a 59 | 8     |
| 16    | 50 a 54 | 12    |
| 28    | 45 a 49 | 8     |
| 36    | 40 a 44 | 24    |
| 20    | 35 a 39 | 40    |
| 20    | 30 a 34 | 24    |
| 8     | 25 a 29 | 4     |
| 16    | 20 a 24 | 0     |
| 4     | 15 a 19 | 28    |
| 12    | 10 a 14 | 12    |
| 20    | 5 a 9   | 24    |
| 16    | 0 a 4   | 20    |

## Economia
El 2007 la població en edat de treballar era de 412 persones, 303 eren actives i 109 eren inactives. De les 303 persones actives 274 estaven ocupades (163 homes i 111 dones) i 29 estaven aturades (12 homes i 17 dones). De les 109 persones inactives 34 estaven jubilades, 37 estaven estudiant i 38 estaven classificades com a «altres inactius».

### Ingressos
El 2009 a Senantes hi havia 240 unitats fiscals que integraven 696,5 persones, la mediana anual d'ingressos fiscals per persona era de 16.864 €.

### Activitats econòmiques
Dels 16 establiments que hi havia el 2007, 1 era d'una empresa alimentària, 1 d'una empresa de fabricació d'altres productes industrials, 7 d'empreses de construcció, 1 d'una empresa de comerç i reparació d'automòbils, 1 d'una empresa de transport, 1 d'una empresa immobiliària, 2 d'empreses de serveis i 2 d'empreses classificades com a «altres activitats de serveis».
Dels 5 establiments de servei als particulars que hi havia el 2009, 1 era un paleta, 2 fusteries, 1 lampisteria i 1 electricista.
L'únic establiment comercial que hi havia el 2009 era una fleca.
L'any 2000 a Senantes hi havia 24 explotacions agrícoles que ocupaven un total de 1.027 hectàrees.

## Equipaments sanitaris i escolars
El 2009 hi havia una escola elemental integrada dins d'un grup escolar amb les comunes properes formant una escola dispersa.

## Poblacions més properes
El següent diagrama mostra les poblacions més properes.